# Сётэнгай

Сётэнгай (яп. 商店街 сётэнгай) — характерный для Японии тип торгового района, представляющий собой закрытую для автомобилей улицу, которая служит центром коммерции и социальной жизни местных жителей. Здесь часто продаются продукты, такие как свежие овощи, рыба, мясо, а также товары для дома, одежда и различные ремесленные изделия. Такие улицы могут включать также небольшие кафе и рестораны, где подают традиционные японские блюда, а также места для отдыха и общения. Эти улицы можно встретить в большинстве японских городов и деревень, и они стали неотъемлемой частью повседневной жизни, особенно в старых кварталах. Одной из ключевых особенностей является их роль в жизни местного сообщества. Эти торговые улицы служат не только для покупок, но и как культурные и социальные центры. Здесь часто проходят фестивали, процессии, концерты и другие общественные мероприятия.

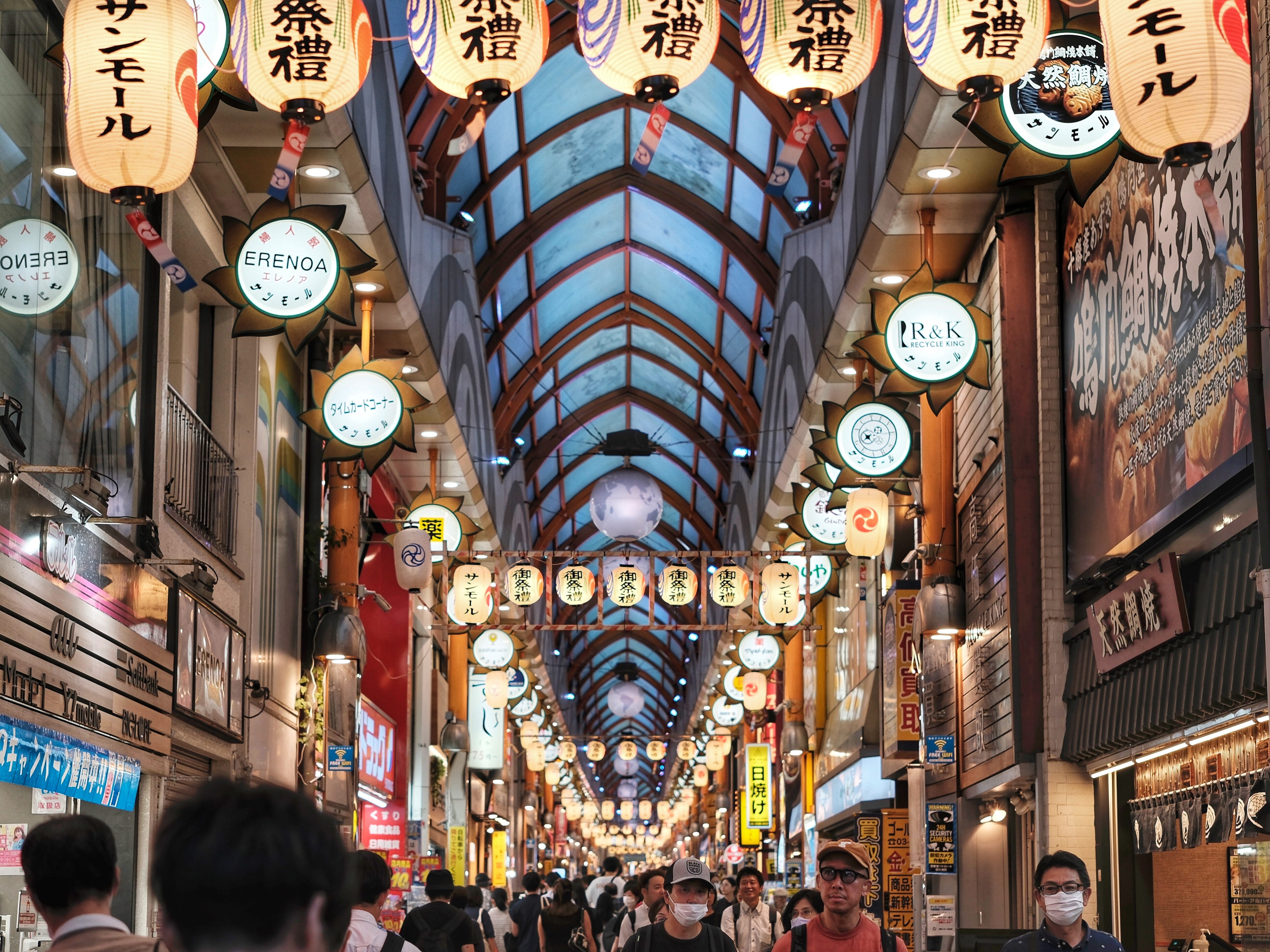
Nakano Sun Mall, известный сётэнгай в Накано

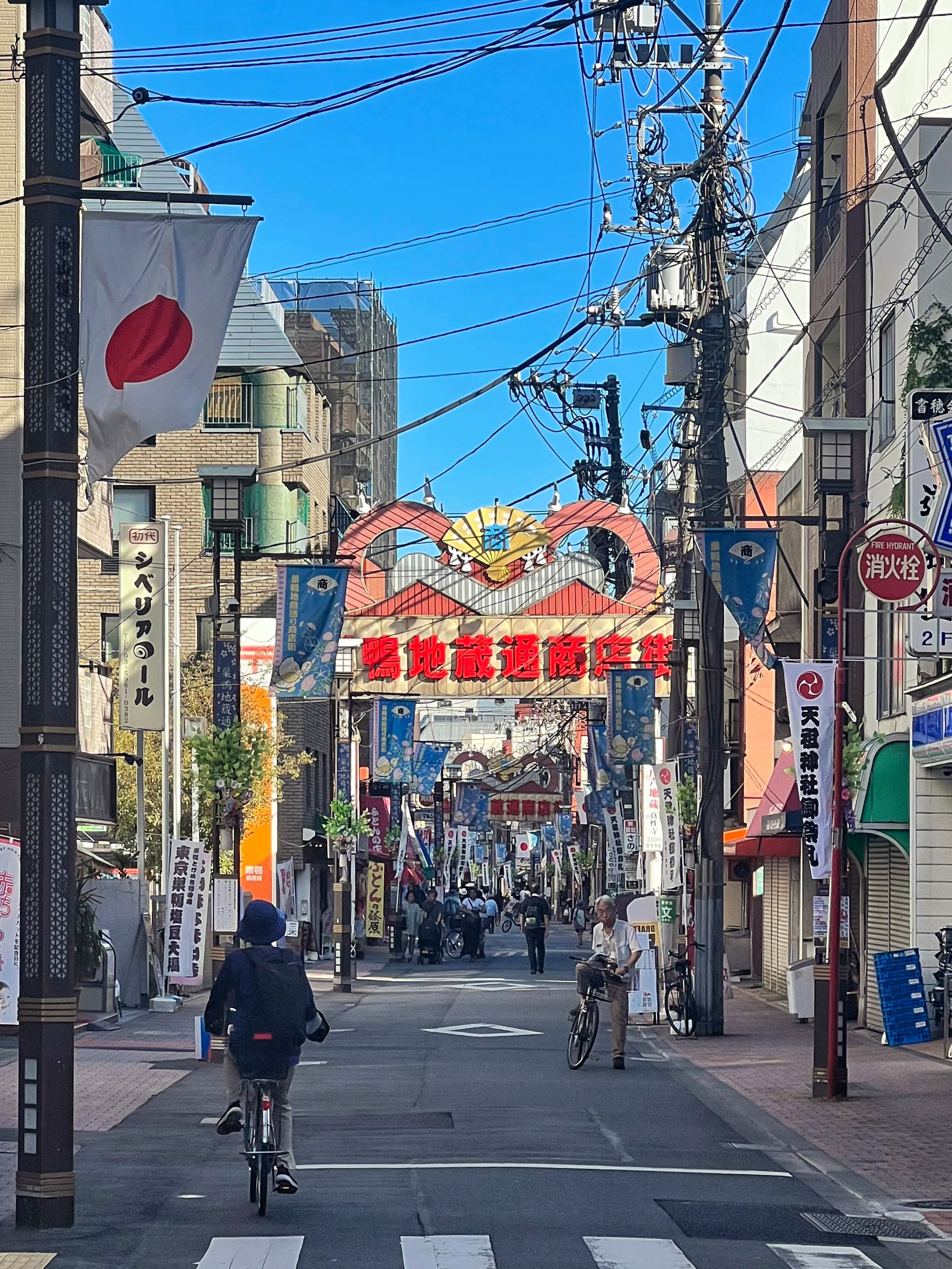
Торговая улица Сугамо Дзидзодори

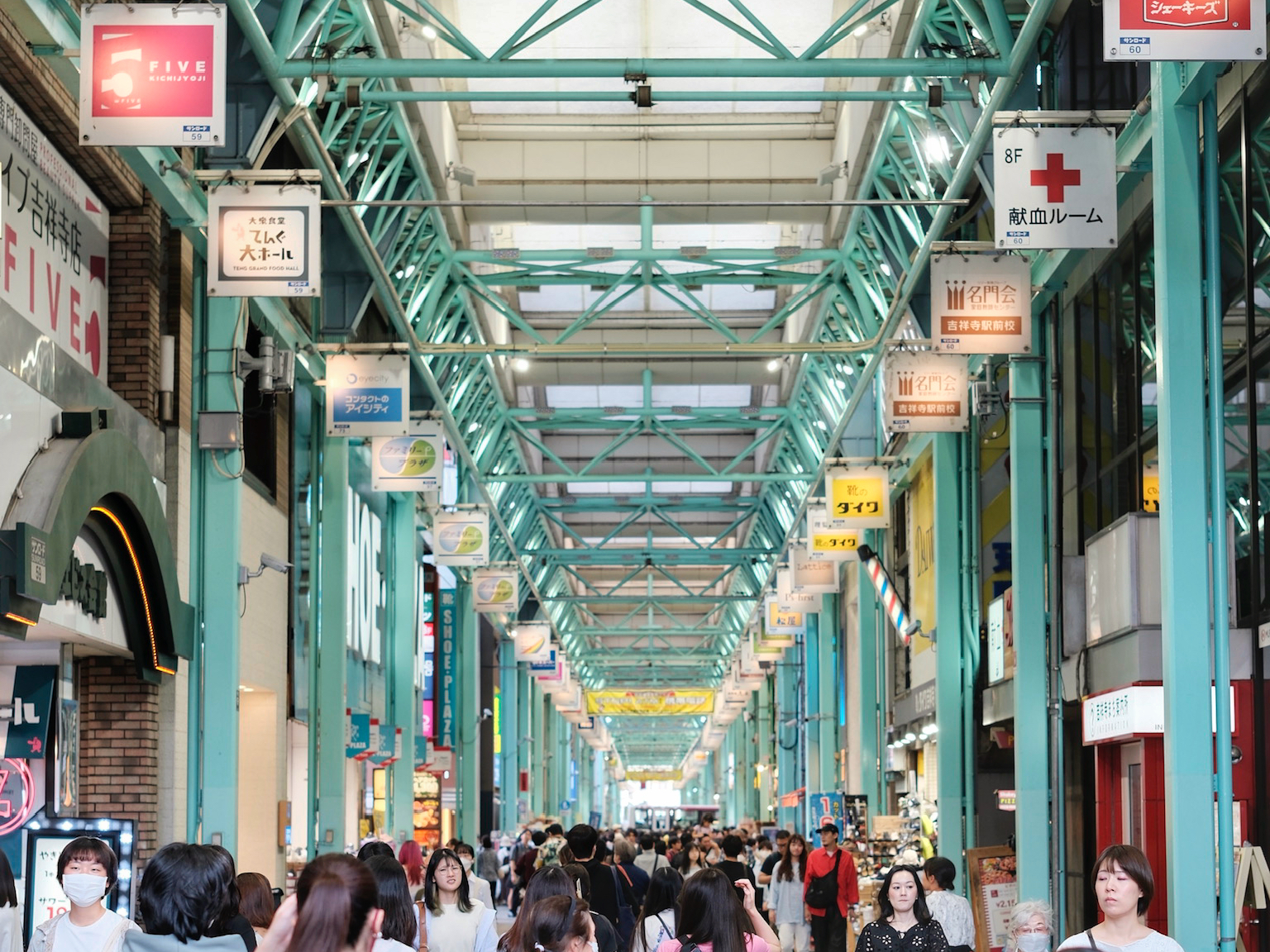
Вид на торговую улицу у северного выхода станции Китидзёдзи.

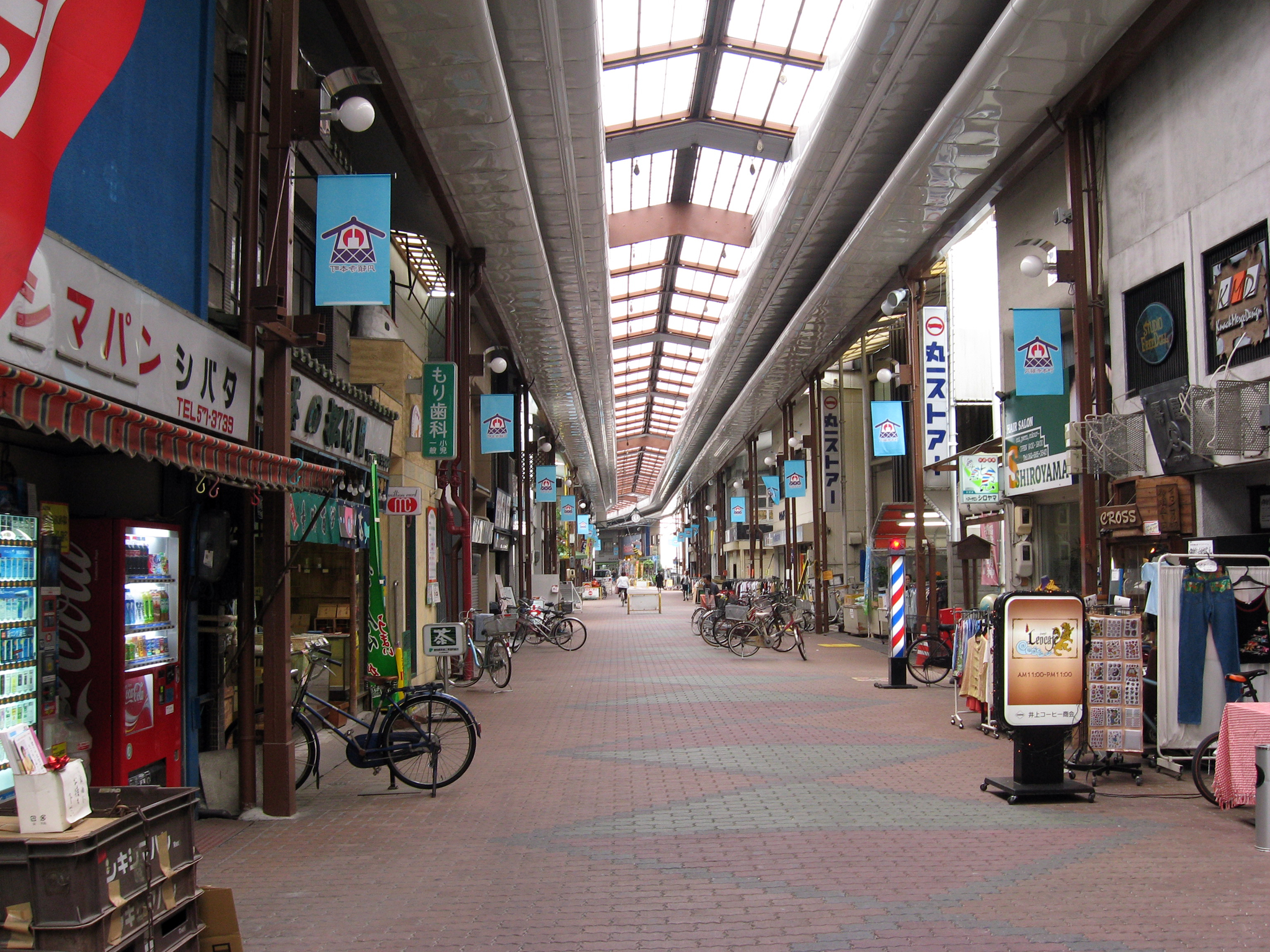
Эндодзи Хоммати в Нагое

Многие старые сётэнгай были построены вдоль дорог, ведущих к крупным храмам или святыням; примером может служить Накамисэ-дори, ведущая к храму Сэнсо-дзи в районе Асакуса. Более современные сётэнгай часто соединяются с ближайшими железнодорожными или метро станциями, а также с другими общественными местами, такими как большие парки или достопримечательности. В большинстве пригородов и городов Японии есть сётэнгай различных размеров, и более крупные из них могут представлять собой крытые торговые галереи, доступные только для пешеходов или велосипедистов.

## Коммерческие особенности
На сётэнгае, как правило в зависимости от размера, расположен один или несколько крупных супермаркетов, а так же крупная сетевая аптека. Однако большинство магазинов в таких торговых улицах — это обычно небольшие лавки, специализирующиеся на определённых товарах, таких как фрукты, овощи, мясо, книги, одежда, лекарства, мебель, предметы домашнего обихода, канцелярия; или на определённых услугах, таких как парикмахерские, печать документов и фотографий, ателье или химчистки. Рестораны и точки с готовой едой в сётэнгае это идзакаи (японские пабы), киссатэн (кофейни), заведения вагаси (традиционных японских сладостей), суши, удона, рамэна или темпуры. Общественные учреждения, расположенные внутри или рядом с сётэнгаем, часто включают почтовое отделение или местный полицейский участок (Кобан). В более крупных городах, центрально расположенные сётэнгаи обычно содержат больший процент сетевых магазинов, а также отели, круглосуточные магазины или игровые залы (патинко).

## Культурные функции
Помимо своей практической роли коммерческих районов, сётэнгай служат важными социальными пространствами для японских районов, способствуя сплочённости местного сообщества через ассоциации владельцев магазинов и проведение сезонных фестивалей и мероприятий вместе с жителями. В отличие от большинства других городских коммерческих районов, владельцы магазинов в сётэнгай часто владеют зданиями, где расположены их магазины, а не арендуют помещения у единого арендодателя или девелоперской компании. Это даёт владельцам магазинов сётэнгай больше свободы в обслуживании социальных потребностей своего района, вместо того чтобы концентрироваться исключительно на экономической выгоде.